# 亚采克·法芬斯基
亚采克·法芬斯基（波蘭語：Jacek Fafiński，1970年10月21日—），波兰男子摔跤运动员。他曾代表波兰参加1996年夏季奥林匹克运动会摔跤比赛，获得男子古典式90公斤级银牌。